# The Dirt (película)
The Dirt es una película biográfica estadounidense de drama y comedia dirigida por Jeff Tremaine a partir de un guion de Rich Wilkes, sobre la banda de Hard Rock Mötley Crüe. Se estrenó en Netflix el 22 de marzo del 2019.

## Sinopsis
En 1973, Frank Carlton Feranna Jr. se aleja de su madre alcohólica Deana después de años de abusivos padrastros, y se muda de Seattle a Los Ángeles en 1978. Después de un intento fallido de conectarse con su padre biológico, Frank cambia legalmente su nombre a "Nikki Sixx" en 1980. Un año después, luego de una pelea con miembros de London en el Whisky a Go Go, Nikki se hace amigo del baterista Tommy Lee y le revela que está formando una nueva banda. Se une a la banda el guitarrista Mick Mars, que sufre de espondilitis anquilosante. El trío luego recluta al vocalista principal, Vince Neil, quien cantaba en la banda de covers Rock Candy y, después de una lluvia de ideas, el cuarteto decide adoptar el nombre de Mötley Crüe.
A pesar de verse involucrados en una pelea con algunos miembros del público, el primer concierto de Mötley Crüe en Starwood es bien recibido, y se agotan progresivamente en todos los clubes nocturnos de Los Ángeles, hasta que el productor novato Tom Zutaut, de Elektra Records, se les acerca con un contrato de cinco álbumes y firman a Doc McGhee como su gerente. Durante su primera gira nacional, la banda recibe consejos de Ozzy Osbourne para conocer los límites de su fiesta antes de aspirar algunas hormigas y lamer su orina y la de Nikki en el suelo de la piscina. En poco tiempo, los álbumes de la banda se convierten en platino y cada uno gasta millones de dólares tan rápido como los gana. Vince se casa con la luchadora de lodo Sharia e Ruddell, mientras Tommy anuncia su compromiso con una mujer llamada Roxie, pero después de que su madre la llama groupie, entran en una acalorada discusión, con Tommy golpeando a Roxie en la cara.
El 8 de diciembre de 1984, durante una fiesta en la casa de Vince en Redondo Beach, California , Tommy conoce a Heather Locklear. Vince y el batería de Hanoi Rocks, Razzle, salen a comprar más bebidas y sufren un accidente automovilístico donde Razzle muere y por el cual Vince es sentenciado a 30 días de prisión por homicidio vehicular, que posteriormente se reduce a 19 días a cambio de mantenerse sobrio. Nikki se vuelve adicto a la heroína y comienza a mostrar un comportamiento destructivo hacia sus compañeros de banda. Despide a McGhee por traer a Deana a visitarlo. El 23 de diciembre de 1987, poco después de la boda de Tommy y Heather, Nikki sufre una sobredosis de heroína e inicialmente es declarado muerto, pero un paramédico, que es un gran fan de la banda, lo devuelve a la vida con dos inyecciones de adrenalina . Después de esto, Nikki hace que la banda vaya a rehabilitación. Un sobrio Mötley Crüe se recupera en 1989 con Dr. Feelgood, que se convierte en su primer álbum número uno en el Billboard 200, seguido de una larga gira mundial. Los meses de gira y mantenerse sobrios afectan a Vince y Tommy, quienes recurren a la bebida nuevamente después de estar lejos de sus familias durante demasiado tiempo.
Después de la gira, Vince descubre que Sharise y su hija Skylar lo dejaron, lo que le hizo perderse varios ensayos y finalmente se separa de la banda en 1992. Luego, la banda contrata a John Corabi como su reemplazo. En 1995, Skylar muere de cáncer de estómago a la edad de cuatro años. Heather se divorcia de Tommy después de que lo atrapan teniendo una aventura con una estrella porno. Al ver la reacción violenta de los admiradores por la salida de Vince de la banda, Nikki negocia con Zutaut para devolverles los derechos de sus canciones a cambio de rescindir su contrato con Elektra Records. Después de visitar la tumba de su padre, Nikki se reagrupa con Tommy y Mick antes de que se reconcilien con Vince. Mötley Crüe actuarían juntos durante otros 20 años, tocando su último show en la víspera de Año Nuevo 2015

## Reparto
- Douglas Booth como Nikki Sixx, bajista de Mötley Crüe.
- Iwan Rheon como Mick Mars,  guitarrista de Mötley Crüe.
- Machine Gun Kelly como Tommy Lee, baterista de Mötley Crüe.
- Daniel Webber como Vince Neil, el vocalista de Mötley Crüe.
- Tony Cavalero como Ozzy Osbourne, exvocalista de Black Sabbath, quien luchaba contra la adicción a las drogas y encabezó una de las giras de Mötley Crüe.
- Anthony Vincent Valbiro como John Corabi, el segundo vocalista de Mötley Crüe después de la salida de Vince Neil de la banda.
- Rebekah Graf como Heather Locklear, una actriz y eventual exesposa de Lee.
- Leven Rambin como Sharise Neil, exesposa de Vince.
- David Costabile como Doc McGhee, el mánager por largo tiempo de Mötley Crüe.
- Pete Davidson como Tom Zutaut, ejecutivo Elektra Records
- Christian Gehring como David Lee Roth, cantante principal de Van Halen.
- Courtney Dietz como Athena Lee, la hermana menor de Tommy.
- Joe Chrest como David Lee, padre de Tommy.
- Kathryn Morris como Deana Richards, madre de Nikki.

## Producción
En 2006, Paramount Pictures y MTV Films compraron los derechos de adaptación cinematográfica del libro autobiográfico The Dirt: Confessions of the Most Notorious Rock Band, escrito por Neil Strauss con Tommy Lee, Mick Mars, Vince Neil y Nikki Sixx. En ese momento, Larry Charles fue elegido para dirigir la película. Sin embargo, la producción de la película se estancó y en 2008, Sixx habló de su frustración en una entrevista diciendo:

"Estamos tratando de sacarlos del camino para hacer esta película que debería haberse hecho hace mucho tiempo. MTV se ha estancado a su manera. Es un canal que solía ser moderno y ahora está fuera de onda. Firmamos con ellos porque creíamos que tenían razón, pero no han venido a la mesa. Necesitamos encontrar al socio adecuado. No son el socio adecuado."

En noviembre de 2013, Jeff Tremaine se unió como director de The Dirt, con la película siendo abandonada por MTV Films y Paramount Pictures. En enero de 2015, Focus Features adquirió los derechos de la película. Sin embargo, la producción se pausó hasta marzo de 2017, cuando Netflix compró los derechos mundiales de la película. En ese momento, Liam Hemsworth, Emory Cohen y Douglas Booth estaban siendo considerados para los papeles principales en la película. En noviembre de 2017, Booth firmó oficialmente para protagonizar la película. En enero de 2018, Machine Gun Kelly, Iwan Rheon y Daniel Webber se unieron al elenco. En febrero de 2018, Tony Cavalero se unió a la película. En marzo de 2018, Rebekah Graf, Leven Rambin y David Costabile se incorporaron al reparto.
La producción principal comenzó en febrero de 2018 en Nueva Orleans, Luisiana.

## Estreno

### Marketing
El tráiler de la película fue lanzado el 19 de febrero de 2019 e incluyó algunos destellos de algunas de las historias, incluyendo el infame incidente de lanzamiento de televisión en el hotel, los cargos de homicidio vehicular de Vince Neil en 1984 y la sobredosis de Nikki Sixx en 1987.